# جایزه بزرگ برزیل ۱۹۸۰
جایزه بزرگ برزیل ۱۹۸۰ (انگلیسی: ‎1979 Brazilian Grand Prix‎) یک مسابقهٔ موتوری در رشتهٔ اتومبیل‌رانی فرمول یک بود که در تاریخ ۲۷ ژانویهٔ ۱۹۸۰ در پیست اتومبیل‌رانی اینترلاگوس واقع در سائو پائولو، برزیل برگزار شد. این گراند پری در میان ۱۴ گراند پری در فصل ۱۹۸۰، مسابقهٔ شمارهٔ ۲ بود.
در این مسابقه که در ۴۰ دور و به مسافت ۳۱۴٫۹۵۴ کیلومتر (۱۹۵٫۷۰۳ مایل) برگزار شد، پول پوزیشن توسط ژان-پیر جابوی کسب شد و سریع‌ترین زمان برای طی یک دور پیست که برابر با ۲:۲۷٫۳۱ بود نیز توسط رنه آرنوکس به ثبت رسید.
رنه آرنوکس از تیم رنو، الیو دو آنجلیس از تیم لوتوس-فورد و آلن جونز از تیم ویلیامز-فورد به‌ترتیب مقام‌های اول تا سوم مسابقه را کسب کردند.

## رده‌بندی قهرمانی پس از مسابقه
| جایگاه | راننده         | امتیاز |
| ------ | -------------- | ------ |
| ۱      | آلن جونز       | ۱۳     |
| ۲      | رنه آرنوکس     | ۹      |
| ۳      | نلسون پیکه     | ۶      |
| ۴      | الیو دو آنجلیس | ۶      |
| ۵      | ککه روسبرگ     | ۴      |
| منبع:  |                |        |

| جایگاه | سازنده         | امتیاز |
| ------ | -------------- | ------ |
| ۱      | ویلیامز-فورد   | ۱۳     |
| ۲      | رنو            | ۹      |
| ۳      | برابام-فورد    | ۶      |
| ۴      | لوتوس-فورد     | ۶      |
| ۵      | فیتیپالدی-فورد | ۴      |
| منبع:  |                |        |

یادداشت
- تنها پنج جایگاه نخست از هر رده‌بندی نمایش داده شده است.